# Catocala juncta
Catocala juncta är en fjärilsart som beskrevs av Otto Staudinger 1889. Catocala juncta ingår i släktet Catocala och familjen nattflyn. Inga underarter finns listade i Catalogue of Life.